# Lisa Origliasso
Lisa Origliasso, née le 25 décembre 1984 à Albany Creek (région de la baie Moreton, Queensland), est une chanteuse australienne. Elle est la sœur jumelle de Jessica Origliasso, avec qui elle a fondé le groupe de musique The Veronicas.

## Biographie
Lisa Marie Origliasso grandit au sein d'une famille de classe moyenne en Australie.
Elle suit des cours de chant puis écrit des chansons, notamment pour le duo pop rock russe T.A.T.u., avec l'aide de sa sœur jumelle Jessica.
Avec sa sœur, elle forme le duo Lisa & Jessica, Teal, puis The Veronicas. Leur premier album, The Secret Life Of..., connait un succès considérable en 2006, tout comme leur deuxième album, Hook Me Up, sorti en France en avril 2009.
Les jumelles lancent également leur propre ligne de vêtements en 2007.

## Vie privée
Lisa Origliasso a écrit la chanson Revenge is Sweeter (Than You Ever Were) en référence à son ex-petit ami, Ryan Cabrera.
Elle a été fiancée à Dean Geyer pendant un long moment, puis a été en couple avec Reeve Carney, chanteur du groupe Carney. 
Elle s'est fiancée en décembre 2016 avec Logan Huffman, son compagnon depuis plusieurs années, nouvelle qu'elle a partagée sur Instagram. 
Son film préféré est Le Seigneur des anneaux et ses groupes favoris sont Muse, The Used et The Rasmus.
Elle réside actuellement à Los Angeles, aux États-Unis.

## Filmographie
- 2001-2002 : Cybergirl (série télévisée) : Sapphire Buxton
- 2007 : La vie de palace de Zack et Cody (série télévisée) : Elle-même
- 2009 : 90210 Beverly Hills : Nouvelle Génération (série télévisée) : elle-même